# Lucas Castro
Lucas Castro, né le 9 avril 1989 à La Plata, est un footballeur argentin, qui évolue au poste de milieu offensif au CA Huracán.

## Biographie

### En club
Lucas Castro naît le 9 avril 1989 à La Plata. Il est formé au Gimnasia La Plata, qu'il rejoint en 2003, et avec qui il fait ses débuts le 13 avril 2009 face à River Plate (match nul 2-2) en remplaçant Mariano Messera (en) à l'heure de jeu. Il marque son premier but en professionnel le 10 octobre 2009 contre Rosario Central (match nul 1-1).
En 2009, il est recruté par Diego Simeone au Racing Club. Le 10 mars 2012, il se met en évidence en inscrivant un triplé en championnat, lors de la réception des All Boys, permettant à son équipe de l'emporter sur le score de 3-0.
Le 20 juillet 2012, il est transféré en Italie, au Calcio Catane. Le club est relégué en Serie B à l'issue de la saison 2013-2014.
Il rejoint le Chievo Vérone en 2015. Le 1er octobre 2017, il se met en évidence en marquant un doublé en Serie A, lors de la réception du club de la Fiorentina, permettant à son équipe de l'emporter sur le score de 2-1. Après près de 100 matchs avec le club véronais, il s'engage en faveur de Cagliari en 2018, avec qui il ne joue peu en raison d'une rupture des ligaments croisés subie à l’entraînement en novembre 2018.
Le 31 janvier 2020, il est prêté jusqu'à la fin de la saison à la SPAL, avec qui il s'engage définitivement à l'issue du prêt.
Le 19 janvier 2021, il s'engage en faveur en club turc du Fatih Karagümrük SK.
Le 13 juillet 2021, il rejoint l'Adana Demirspor, récemment promu en Süper Lig.

### En sélection
En 2011, il est convoqué pour la première fois en équipe d'Argentine par Alejandro Sabella pour un match amical face au Brésil, mais ne rentre pas en jeu lors de ce match nul et vierge. Depuis, il ne compte aucune autre convocation avec l'Albiceleste.